# Личане
Личане — ботанічний заказник місцевого значення. Об'єкт розташований на території Дергачівської міської громади Харківського району Харківської області, село Личане.
Площа — 36 га, статус отриманий у 1996 році.
Охороняється ділянка лучної та водно-болотної рослинності у балці зі струмком, що впадає у річку Лопань. У днищі балки рясно зростають лікарські, декоративні та медоносні рослини, зокрема сон чорніючий та ковила волосиста, занесені до Чрвоної книги України та регіонально рідкісні шавлія поникла і шавлія лучна.